# Sol de Carvalho

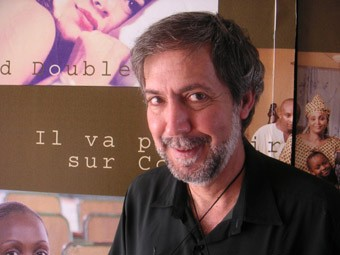
Sol de Carvalho (2008)

Sol de Carvalho, eigentlich João Luís Sol de Carvalho, (geboren 1953 in Beira, Portugiesisch-Ostafrika) ist ein mosambikanischer Journalist, Filmemacher und Regisseur. 

## Leben

### Ausbildung
Sol de Carvalho wurde 1953 in Beira, in der damaligen portugiesischen Überseeprovinz Mosambik, als Sohn eines Lokführers der Linha de Sena geboren. Mit sechs Jahren wurde er ins Franziskanerinnen-Kolleg nach Inhambane geschickt, wo er aufwuchs. Von 1972 bis 1974 studierte er Filmwissenschaften am Conservatório Nacional de Cinema in Lissabon (heute ESTC), u. a. bei Seixas Santos, Cunha Telles, Fernando Lopes und Paulo Rocha.

### Journalismus
Kurz nach dem Ende des Salazar-Regimes kehrte er nach Mosambik zurück und schloss sich der mosambikanischen Befreiungsfront FRELIMO an. Er übernahm die Leitung des nationalen Programms des Staatsradios Rádio Moçambique. Ab 1979 war Carvalho als Journalist für die Zeitschrift Tempo tätig, gemeinsam mit Mia Couto und Albino Magaia. Er beteiligte sich an der Produktion des Wochenschauprogramms Kuxa Kanema des staatlichen Instituto Nacional de Cinema, wurde jedoch später aus politischen Gründen entlassen, sodass er zur Tempo zurückkehrte.
1984/85 unterstützte Carvalho als Produktionsassistent die Dreharbeiten von O Tempo dos Leopardos, eine mosambikanisch-jugoslaswischen Koproduktion des ersten mosambikanischen Spielfilms.

### Filmisches Schaffen
Ab 1986 widmete er sich gänzlich dem filmischen Schaffen. Gemeinsam mit Licínio Azevedo und Pedro Pimenta gründete er 1991 Ebano, bis heute ein bedeutendes Filmproduktionsunternehmen Mosambiks. 1992 stieg er aus, um gemeinsam mit Chico Carneiro und Carlos Vieira sein eigenes Filmunternehmen Promarte zu gründen, dessen Geschäftsführer er bis heute ist.
2007 drehte er seinen ersten Spielfilm O Jardim do Outro Homem, der Film erzählt die Geschichte einer jungen Frau aus einem Armutsviertel von Maputo, die davon träumt, Ärztin zu werden. 2017 veröffentlichte er den Spielfilm Mabata Bata, der auf dem Internationalen Filmfestival Rotterdam gezeigt wurde und mehrere Preise gewann. Der Film, der auf einem Roman von Mia Couto basiert, nutzt die Geschichte einer Landminenexplosion während des Bürgerkriegs, um das Thema Ritual und Versöhnung zu behandeln. 2022 produzierte Carvalho den Spielfilm O Ancoradouro do Tempo, basierend auf Coutos Roman A varanda do Frangipani.

## Filmografie
- 2005: A janela (Kurzfilm; Produktion)[5]
- 2007: Jardim do Outro Homem (Spielfilm; Produktion/Regie/Drehbuch)
- 2009: Búzio (Kurzfilm; Produktion in Mosambik)
- 2009: Bom Dia África (Kurzfilm; Produktion in Mosambik)
- 2012: A Terra dos Nossos Avós (Kurzfilm Dokumentation)
- 2012: Caminhos da Paz
- 2012: Impunidades Criminosas (Dokumentation; Produktion/Regie/Drehbuch)
- 2012: Monzambique Paths of Peace (Dokumentation)
- 2015: Operação Angola: Fugir para lutar (Dokumentation; Produktion)
- 2017: Mabata Bata (Spielfilm; Produktion/Regie/Drehbuch)
- 2018: Geração da Independência (Dokumentation)
- 2018: Madness (Kurzfilm)
- 2018: Pele de Luz (Kurzfilm Dokumentation)
- 2018: Monólogos com a História (Kurzfilm; Produktion in Mosambik)
- 2021: Kutchinga (Langfilm; Recherche/Drehbuch/Produktion)
- 2022: O Ancoradouro do Tempo (Spielfilm; Produktion)